# Satoshi Okura
Satoshi Okura (Kanagawa, 22 mei 1969) is een voormalig Japans voetballer.

## Carrière
Satoshi Okura speelde tussen 1992 en 1997 voor Kashiwa Reysol, Júbilo Iwata en Brummell Sendai.

## Statistieken
| Japan   | Japan           | Japan           | League | League | Emperor's Cup | Emperor's Cup | J-League Cup | J-League Cup | Totaal | Totaal |
| Seizoen | Club            | League          | Wed.   | Goals  | Wed.          | Goals         | Wed.         | Goals        | Wed.   | Goals  |
| ------- | --------------- | --------------- | ------ | ------ | ------------- | ------------- | ------------ | ------------ | ------ | ------ |
| 1992    | Hitachi         | Football League | 6      | 0      |               |               | -            | -            | 6      | 0      |
| 1993    | Kashiwa Reysol  | Football League | 12     | 5      | 1             | 0             | 6            | 4            | 19     | 9      |
| 1994    | Kashiwa Reysol  | Football League | 0      | 0      | 0             | 0             | 0            | 0            | 0      | 0      |
| 1995    | Kashiwa Reysol  | J. League 1     | 17     | 1      | 2             | 0             | -            | -            | 19     | 1      |
| 1996    | Júbilo Iwata    | J. League 1     | 4      | 0      | 0             | 0             | 5            | 1            | 9      | 1      |
| 1997    | Brummell Sendai | Football League | 26     | 8      | 2             | 2             | 3            | 0            | 31     | 10     |
| Totaal  | Totaal          | Totaal          | 65     | 14     | 5             | 2             | 14           | 5            | 84     | 21     |